# Tibor Gašpar

Tibor Gašpar (2014)

Tibor Gašpar (* 23. April 1962 in Kežmarok) ist ein ehemaliger slowakischer Polizeibeamter. Er war von 2012 bis 2018 Polizeipräsident der Slowakischen Polizei.

## Leben
Gašpar besuchte die Univerzita Komenského in Bratislava ab 1982 und schloss 1987 ab. Am 15. Mai 2012 wurde er Polizeipräsident des gesamten Slowakischen Polizeikorps. In seiner Amtszeit ging die slowakische Kriminalpolizei dem Verdacht auf Korruptionsstrukturen in leitenden Positionen der slowakischen Politik nach. Nach dem Mord an dem Investigativjournalisten Ján Kuciak Anfang 2018 zeigte sich Gaspar laut FAZ stark um eine Aufklärung bemüht. Der in der folgenden politischen und gesellschaftlichen Krise in der Slowakei und der schleppenden Aufklärung des Falls in die Kritik geratene Gaspar trat schließlich zurück.
Der kurzzeitige Innenminister Tomáš Drucker trat nach nur dreieinhalb Wochen im Amt am 15. April 2018 wieder zurück, weil er Gaspar nicht entlassen wollte. Seine Nachfolgerin Denisa Saková beschäftigte Tibor Gaspar weiterhin als Berater in ihrem Ministerium. Als der öffentliche Druck jedoch zu groß wurde, trat Gaspar auch von dieser Position zurück.
Im November 2020 wurde Gaspar in Untersuchungshaft genommen. Das Spezialisierte Kriminalgericht (Špecializovaný trestný súd) in Pezinok veröffentlichte keinen Grund, aber es wird angenommen, dass die Verhaftung in Zusammenhang mit dem Journallistenmord von Kuciak steht.